# Thích Thanh Tứ
Hòa thượng Thích Thanh Tứ (1927 – 26 tháng 11 năm 2011) là một trong những lãnh đạo của Giáo hội Phật giáo Việt Nam, nguyên Phó chủ tịch thường trực Hội đồng Trị sự, nguyên là trụ trì chùa Bái Đính (Ninh Bình). Hòa thượng cũng là một chính khách, là Đại biểu Quốc hội khóa 11, 12 và được Nhà nước Việt Nam tặng thưởng Huân chương Hồ Chí Minh.

## Thân thế
Sư thế danh là Trần Văn Long, sinh năm 1927 tại thôn Miêu Nha, xã Song Mai, huyện Kim Động, tỉnh Hưng Yên trong một gia đình nông dân nghèo. Sư là con thứ ba của ông Trần Văn Đáo và bà Nguyễn Thị Trỏ.
Mẹ mất sớm khi Sư mới lên 3 tuổi. Từ nhỏ, Sư thường theo cha lên chùa làng để làm công quả tích phúc tạo duyên. Năm lên 6 tuổi, Sư được Ni trưởng Thích Đàm Ân trụ trì chùa Nho Lâm, huyện Kim Động, tỉnh Hưng Yên nhận về nuôi và cho đi học tại các trường trong vùng. Đến năm 12 tuổi, Sư xuất gia và thụ giới Sa-di tại chùa Đống Long

## Hoạt động Đạo – Đời
Người Nhật xâm nhập Đông Dương, cùng với sự đô hộ của thực dân Pháp đã gây ra hậu quả thảm khốc với Nạn đói năm Ất Dậu, 1944–1945. Dù là một nhà tu hành, ưu tư trước tình cảnh khốn khổ của dân chúng, Sư dần thiên về ảnh hưởng của Việt Minh với viễn cảnh đấu tranh dân tộc để cứu khổ. Tháng 3 năm 1945, Sư tham gia tổ chức kế hoạch phá kho thóc người Nhật đặt tại chùa Đống Long để cứu đói. Trong Cách mạng tháng 8, Sư cũng tham gia vận động dân chúng trong vùng tham gia giành chính quyền dưới sự lãnh đạo của Việt Minh.
Năm 1946, Sư tham gia Ban chấp hành Phật giáo Cứu quốc Hưng Yên. Sau khi quân Pháp tái chiếm Đông Dương, Sư vẫn ở lại công khai trong vùng kiểm soát của người Pháp. Năm 1947, Sư thụ giới tỳ-kheo tại tổ đình Pháp Quang, thôn Thọ Ngãi, xã Tân Minh, huyện Thường Tín, thành phố Hà Nội..
Trong suốt thời gian Kháng chiến chống Pháp, Sư vẫn bí mật hoạt động cho Việt Minh. Từ tháng 1 năm 1950 đến tháng 9 năm 1951, Sư tham gia lực lượng vũ trang tỉnh đội Hưng Yên, thường xuyên vận động dân chúng, thúc đẩy tăng ni, Phật tử tích cực tham gia các phong trào lao động sản xuất ủng hộ kháng chiến. Với những hoạt động tích cực đó, thực dân Pháp đã đưa tên Sư vào danh sách những người "đặc biệt quan tâm". Tháng 10 năm 1951, Sư bị chính quyền thực dân Pháp bắt giam và tra tấn, giải qua nhiều trại giam, nhà tù. Tuy nhiên, do thiếu bằng chứng cũng như áp lực của dân chúng và tín đồ, tháng 4 năm 1953, chính quyền Pháp buộc phải trả tự do cho Sư cùng hơn 100 người khác.
Sau khi ra tù, Sư lại tiếp tục tham gia hoạt động cho Việt Minh cho đến khi người Pháp rút khỏi Việt Nam.

## Hoạt động trong giáo hội Phật giáo miền Bắc
Từ năm 1955 đến năm 1957, Sư chăm lo Phật sự tại chùa Đống Long, chùa Nho Lâm, chùa Phó Nham huyện Kim Động, tỉnh Hưng Yên và trực tiếp cùng Tăng ni, Phật tử và nhân dân địa phương tham gia lao động sản xuất. Năm 1958, Sư tham gia thành lập Tùng Lâm Phật giáo tỉnh Hưng Yên và được suy cử làm Chánh Thư ký. Năm 1968, hai tỉnh Hưng Yên và Hải Dương hợp nhất thành tỉnh Hải Hưng, Hội Phật giáo Thống nhất Việt Nam tỉnh Hải Hưng được thành lập, Sư được suy tôn làm Chánh Thư ký tỉnh hội.
Từ năm 1974 đến năm 1980, Sư được suy cử làm Ủy viên Ban Trị sự kiêm Chánh Văn phòng Trung ương Hội Phật giáo Thống nhất Việt Nam, làm việc tại chùa Quán Sứ. Sư có nhiều đóng góp trong việc xây dựng hoạt động cũng như củng cố hệ thống tổ chức từ trung ương đến địa phương của Giáo hội Phật giáo tại miền Bắc.

## Tham gia lãnh đạo Giáo hội Phật giáo Việt Nam
Cuối năm 1979 đầu năm 1980, Sư tham gia đoàn Phật giáo miền Bắc do Trưởng lão Hòa thượng Thích Đức Nhuận – Hội trưởng Hội Phật giáo Thống nhất Việt Nam, dẫn đầu vào Thành phố Hồ Chí Minh, thành phố Huế, gặp gỡ các lãnh đạo các tổ chức, hệ phái Phật giáo ở miền Trung và miền Nam, làm công tác vận động tổ chức hội nghị hiệp thương xúc tiến thành lập Ban vận động thống nhất Phật giáo Việt Nam. Sau khi Ban Vận động thống nhất Phật giáo Việt Nam được thành lập, Sư được cử làm Phó Thư ký Ban vận động. Ngày 4 tháng 11 năm 1981, Hội nghị Thống nhất Phật giáo Việt Nam được tổ chức tại chùa Quán Sứ (Hà Nội), thành lập Giáo hội Phật giáo Việt Nam. Sư được suy cử làm Phó Tổng Thư ký kiêm Chánh Văn phòng I Trung ương Giáo hội Phật giáo Việt Nam và giữ chức vụ này cho đến tháng 11 năm 1997.
Tháng 12 năm 1997, Sư được suy cử làm Phó Chủ tịch Hội đồng trị sự Giáo hội Phật giáo Việt Nam. Năm 2001, Sư được suy cử làm Phó Chủ tịch Thường trực Hội đồng Trị sự giáo hội Phật giáo Việt Nam kiêm Viện trưởng Học viện Phật giáo Việt Nam tại Hà Nội. Tại Đại hội Đại biểu Phật giáo toàn quốc lần thứ V (nhiệm kỳ 2002–2007) và lần thứ VI (nhiệm kỳ 2007–2012), Sư được suy tôn là thành viên Hội đồng Chứng minh và suy cử làm Phó Chủ tịch Thường trực Hội đồng Trị sự, Viện trưởng Học viện Phật giáo Việt Nam tại Hà Nội.
Ngàoi ra, Sư còn là Đại biểu Quốc hội khóa XI, XII; Ủy viên Đoàn chủ tịch Trung ương Mặt trận Tổ quốc Việt Nam; Phó Chủ tịch Hội đồng tư vấn tôn giáo; Chủ tịch Ban Liên lạc Họ Trần Việt Nam; Viện chủ trụ trì Tùng Lâm chùa Quán Sứ, Châu Long, Thọ Cầu (Hà Nội), Chùa Bái Đính (Ninh Bình), Chùa Nho Lâm, Bình Kiều (Hưng Yên) và tham gia các tổ chức, hội hữu nghị khác.
Sư viên tịch lúc 8 giờ 15 ngày 26 tháng 11 năm 2011 (nhằm ngày 2 tháng 11 năm Tân Mão), trụ thế 85 tuổi, hạ lạp 65 năm.

## Vinh danh
Sư được xem là có nhiều đóng góp đối với Hội Phật giáo Cứu quốc trong Kháng chiến chống Pháp, cũng như đối với việc phục hồi các hoạt động Phật sự của Phật giáo miền Bắc sau năm 1954, vận động thành lập Giáo hội Phật giáo Việt Nam.
Sư cũng là thành viên tích cực vận động dân chúng, tín đồ tham gia hoạt động xã hội, phục hồi kinh tế, ủng hộ chủ trương của chính phủ.
Sư còn có nhiều đóng góp vào việc giữ gìn và tôn tạo nhiều di tích lịch sử văn hóa Phật giáo tại Việt Nam, giữ gìn truyền thống và bản sắc dân tộc, hạn chế hủ tục. Với cương vị Viện trưởng Học viện Phật giáo Việt Nam, Sư có nhiều công lao trong việc đào tạo nhiều thế hệ tăng sĩ Việt Nam.
Anh hùng Lao động, Giáo sư Vũ Khiêu đã tặng Sư đôi câu đối: 
Chính Đại Quang Minh Tâm Hướng Phật
Từ Bi Hỷ Xả Chí Ưu Dân.
Nhà nước Việt Nam đã trao tặng nhiều danh hiệu cao quý cho Sư như:
- Huân chương Hồ Chí Minh (12 tháng 10 năm 2011)
- Huân chương Kháng chiến hạng Nhất, hạng Nhì
- Huân chương Độc lập hạng Nhì
- Huân chương Đại đoàn kết dân tộc

Và nhiều danh hiệu khác.